# Urolophus
Genre
Urolophus est un genre de raies de la famille Urolophidae.

## Liste des espèces
- Urolophus armatus Müller et Henle, 1841
- Urolophus aurantiacus Müller et Henle, 1841
- Urolophus bucculentus Macleay, 1884
- Urolophus circularis McKay, 1966
- Urolophus cruciatus (Lacepède, 1804)
- Urolophus expansus McCulloch, 1916
- Urolophus flavomosaicus Last et Gomon, 1987
- Urolophus gigas Scott, 1954
- † Urolophus javanicus (Martens, 1864)
- Urolophus kaianus Günther, 1880
- Urolophus lobatus McKay, 1966
- Urolophus mitosis Last et Gomon, 1987
- Urolophus orarius Last et Gomon, 1987
- Urolophus paucimaculatus Dixon, 1969
- Urolophus sufflavus Whitley, 1929
- Urolophus viridis McCulloch, 1916
- Urolophus westraliensis Last et Gomon, 1987

L'espèce Urolophus javanicus est officiellement déclarée éteinte en décembre 2023. Il s'agit du premier poisson marin à être déclaré éteint en raison des activités humaines.